# Morokweng
Morokweng est une ville située à 140 km au nord-ouest de Vryburg dans la municipalité locale de Kagisano-Molopo, dans la province du Nord-Ouest en Afrique du Sud.
Elle a été désignée comme une "Native Reserve" en 1886. Sa population était de 14 260 habitants en 2011.
En 1994, le cratère de Morokweng, un cratère d'origine météoritique, a été découvert à proximité.